# Tortelloni
I tortelloni (turtlòun in modenese, turtlån al singolare o turtlón al plurale in bolognese) sono una pasta all'uovo ripiena tipica dell'Emilia orientale e della Lombardia meridionale.

## Descrizione
La forma dei tortelloni ricorda quella dei tortellini, sebbene di dimensioni considerevolmente maggiori. Il ripieno, a differenza dei tortellini, è "di magro" ovvero privo di carne. Nella zona di Bologna vengono preparati con ripieno di ricotta, Parmigiano-Reggiano, prezzemolo, uovo e noce moscata, mentre nel modenese si usa aggiungere anche spinaci, non previsti nella tradizione bolognese. Una volta bolliti, vengono conditi con burro fuso e salvia, oppure con burro, soffritto e poco pomodoro. È uso spolverarli con abbondante Parmigiano-Reggiano grattugiato.

## Varianti
A Ferrara esiste una varietà detta cappellacci (capláaz in dialetto ferrarese) ripieni di zucca. A Reggio Emilia e Mantova sono famosi i tortelli di zucca, dal sapore dolciastro reso ancora più accentuato dall'amaretto grattugiato inserito nel ripieno.
Tipici della cucina bolognese sono i balanzoni, dei tortelloni verdi ottenuti con l'aggiunta di spinaci nella sfoglia, ripieni di ricotta, spinaci, mortadella e noce moscata, conditi con burro e salvia.
Un'altra variante sono i "tortellacci", di dimensioni maggiori, con un ripieno a base di ricotta o altri formaggi come pecorino o gorgonzola.